# Alferzhagen
Alferzhagen im Oberbergischen Kreis ist eine von 51 Ortschaften der Stadt Wiehl im Regierungsbezirk Köln in Nordrhein-Westfalen, Deutschland.

## Lage und Beschreibung
Der Ort liegt nahe dem südlich gelegenen Marienhagen an den Landesstraßen L 145 und L 102 und ist in Luftlinie rund 5 Kilometer nordöstlich von der Ortsmitte Wiehl entfernt. Aferzhagen liegt nördlich der Bundesautobahn 4.

## Geschichte
1443 wurde der Ort erstmals urkundlich in den Annalen der Erzdiözese Köln „Einkünfte und Rechte des Kölner Apostelstiftes“ erwähnt. Die Schreibweise der Erstnennung war Alvershagen, in der A.-Mercator-Karte 1575 Alfentzigen, diese soll vom Namensursprung Alfheri abgeleitet sein, wobei heri dem Wort Heer entspricht. Die Anfügung -hagen wurde für eingezäunte oder mit Hecken umhegte Ansiedlungen gebräuchlich. Nach anderer Ansicht wird Alfred als Namensgeber vermutet: adal = edel; fred = Friede. Letztlich ist es eine Frage, ob der Sippenführer der Erstsiedler sächsischer oder fränkischer Herkunft war.
Im Futterhaferzettel der Herrschaft Homburg von 1580 werden als abgabepflichtig in Allfertzhaigenn 5 Wittgensteinische und 3 Bergische Untertanen gezählt.
Im Umland von Alferzhagen finden sich Reste vom früheren Erzbergbau.

## Vereine
- Verschönerungsverein Alferzhagen e. V., gegründet 1906
- MGV Alferzhagen-Merkausen
- Siedlergemeinschaft Alferzhagen